# Tế bào chất
Trong sinh học tế bào, tế bào chất là tất cả các chất trong một tế bào, bao quanh bởi màng tế bào, ngoại trừ nhân. Chất nằm bên trong nhân và chứa bên trong màng nhân được gọi là nhân tế bào. Các thành phần chính của tế bào chất là bào tương (một dạng chất keo bán lỏng chứa nhiều hợp chất hữu cơ và vô cơ khác nhau), các bào quan – cấu trúc phụ bên trong của tế bào, bao gồm tế bào chất khác nhau, ribôxôm.Tế bào chất chứa 80% là nước và thường không có màu.
Tế bào chất của vi khuẩn không có: hệ thống nội màng, các bào quan có màng bao bọc và khung tế bào. Trong tế bào chất của vi khuẩn có các hạt ribôxôm. Ribôxôm là bào quan được cấu tạo từ prôtêin và rARN. Chúng không có màng bao bọc. Ribôxôm là nơi tổng hợp nên các loại prôtêin của tế bào. Ribôxôm của vi khuẩn có kích thước nhỏ hơn ribôxôm của tế bào nhân thực, ở một số vi khuẩn, trong tế bào chất còn có các hạt dự trữ. 
Đối với các sinh vật prokaryote, tế bào chất là một thành phần tương đối tự do. Tuy nhiên, tế bào chất trong tế bào eukaryote thường chứa rất nhiều bào quan và bộ khung tế bào. Chất nguyên sinh thường chứa các chất dinh dưỡng hòa tan, phân cắt các sản phẩm phế liệu, và dịch chuyển vật chất trong tế bào tạo nên hiện tượng dòng chất thải nguyên sinh của thiên nhiên. Nhân tế bào thường nằm bên trong tế bào chất và có hình dạng thay đổi khi tế bào di chuyển. Tế bào chất cũng chứa nhiều loại muối khác nhau, đây là dạng chất dẫn điện tuyệt vời để tạo môi trường thích hợp cho các hoạt động của tế bào. Môi trường tế bào chất và các bào quan trong nó là yếu tố sống còn của một tế bào.